# Roztwór glebowy

Schemat fazowej struktury gleby

Schemat miceli koloidu liofobowego, stabilizowanych elektrostatycznie (M – cząstka mineralna, H – cząstka humusu)

Roztwór glebowy – składnik biotopu ekosystemu glebowego – habitat wielu gatunków edafonu, źródło wody i soli mineralnych, pobieranych przez korzenie roślin; ciecz wypełniająca wraz z powietrzem przestrzeń między organicznymi, mineralnymi i organiczno-mineralnymi cząstkami stałymi oraz adsorbująca się na ich powierzchni; roztwór soli mineralnych, związków organicznych i gazów oraz faza ciągła koloidów. Źródłami wody glebowej są opady atmosferyczne, wody gruntowe i spływy boczne, w ilościach zależnych m.in. od klimatu, morfologii gleby i rzeźby terenu. Zdolność do zatrzymywania wody w strukturze gleby (retencja wodna) jest konsekwencją działania sił adsorpcji, sił kapilarnych i innych, zróżnicowanych w różnych typach gleb.

## Główne składniki nieorganiczne i organiczne
Skład chemiczny roztworów glebowych zmienia się w szerokim zakresie. Zależnie od rodzaju gleby i warunków meteorologicznych, np. częstości i intensywności opadów, stężenia składników są mniej lub bardziej odległe od stanu termodynamicznej równowagi w trójfazowych układach gaz–ciecz–ciało stałe, badanych w warunkach laboratoryjnych. Gleboznawcy opierają się przede wszystkim na wynikach badań wykonywanych w rzeczywistych warunkach terenowych metodami lizymetrycznymi. Bilansowanie strumieni jonów wmywanych i wymywanych z określonej warstwy profilu pozwala np. stwierdzić, czy obserwowany układ poziomów genetycznych jest ustabilizowany, czy też proces glebotwórczy (np. bielicowanie lub brunatnienie) trwa.
Główne składniki roztworów glebowych zestawiono w tabelach.
| Rodzaj   | Składniki główne (10−4–10−2 mol/dm³) | Składniki poboczne (10−6–10−4 mol/dm³) | Inne (zwykle < 10−6 mol/dm³) |
| Kationy  | Ca2+, Mg2+, Na+, K+                  | Fe2+, Zn2+, Cu2+, NH4+, Al3+           | Cr3+, Ni2+, Cd2+, Pb2+       |
| Aniony   | HCO3−, Cl−, SO2−4                    | NO3−, H2PO4−, F−, HS−                  | CrO2−4, HMoO4−               |
| Obojętne | Si(OH)4                              | B(OH)3                                 |                              |

| Rodzaj          | Składniki główne (10−5–10−3 mol/dm³)          | Składniki poboczne (< 10−5 mol/dm³)                                    |
| Naturalne       | kwasy karboksylowe, aminokwasy, monosacharydy | węglowodany, fenole, białka, alkohole, tiole                           |
| Antropogeniczne | sporadyczne skażenia przypadkowe              | pestycydy, węglowodory ropopochodne, surfaktanty, rozpuszczalniki, WWA |

## Potencjał wody glebowej

Krzywe sorpcji wody. Zależności potencjału Ψ_{t} od ilości cm³ H_{2}O na 1 cm³ różnych gatunków gleby

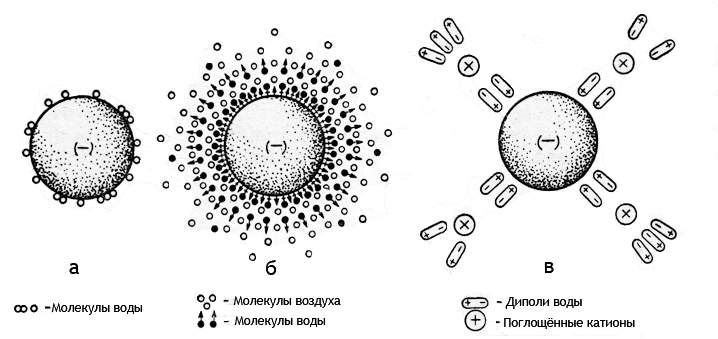
Dipole wody higroskopijnej na powierzchni cząstek sorbentu glebowego według Juliusa Kühna (B) i wcześniejsze modele warstewki

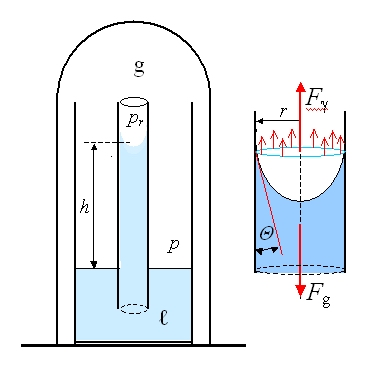
Zjawisko włoskowatości (woda kapilarna podparta)

Potencjał wody glebowej (Ψ) to praca usunięcia jednostki masy wody poza zasięg sił wiążących. Na całkowitą wartość potencjału Ψt składają się: ciśnienia hydrostatyczne i atmosferyczne (Ψp) oraz potencjał grawitacyjny (Ψg), osmotyczny podwójnej warstwy elektrycznej (Ψs), adsorpcyjny (Ψa) i kapilarny
(Ψk). Część sił wiążących jest tak duża, że związana woda nie jest dostępna dla roślin (tzw. woda higroskopijna).
Wielkość potencjału Ψ wyraża się poprzez wartość pF, oznaczającą dziesiętny logarytm z wartości ciśnienia ssącego gleby, wyrażanego w układzie SI w hektopaskalach, a wcześniej w centymetrach słupa wody. Dla różnych stanów nawilżenia gleby pF wynosi:
- pełne nasycenie – p = 1 cm H2O, pF = 0,
- polowa pojemność wodna – p = 100 cm H2O, pF = 2,
- wilgotność trwałego więdnięcia (WTW) – p = 15849 cm H2O, pF = 4,2,
- maksymalna higroskopijność – p = 50 119 cm H2O, pF = 4,7,
- gleba powietrznie sucha – p = 251 189 cm H2O, pF = 5,4.

## Higroskopijność gleby
Ilość wody związanej higroskopijnie zależy m.in. od temperatury i wilgotności powietrza, rodzaju koloidów glebowych, rodzaju jonów wysycających sorbenty. Woda związana higroskopijnie tworzy na powierzchni cząstek fazy stałej 3- lub 4-cząsteczkową warstwę równolegle ustawionych dipoli H2O (wnika też do przestrzeni międzypakietowych niektórych minerałów glebowych, powodując ich pęcznienie). Kolejne warstewki dipoli są słabiej związane, lecz nadal uporządkowane elektrostatycznie. Kilkanaście takich warstewek tworzy błonkę wody (tzw. woda błonkowa) o nieco innych właściwościach fizykochemicznych, od właściwości wody w fazie objętościowej (np. większa gęstość, mniejsza temperatura zamarzania).

## Woda kapilarna
Pojęcie „woda kapilarna” odnosi się do tej części wody, która jest utrzymywana w glebie siłami adhezji i napięcia powierzchniowego. Ma charakter tzw. wody funikularnej (wypełniającej całe kapilary) lub pendularnej, nazywanej wodą kątową (występującej tylko w przewężeniach kapilar). Woda kapilarna występuje jako „podparta” lub „zawieszona”.
Orientacyjne wysokości podsiąkania wody w niektórych glebach wynoszą:
- żwir – 0−1 cm,
- żwirowaty piasek – 5−10 cm,
- piasek – 10−20 cm,
- piasek gliniasty – 20−50 cm,
- glina spiaszczona – 50−60 cm,
- ił i glina ciężka – 1−5 cm.